# Bylica roczna
Bylica roczna (Artemisia annua L.) – gatunek roślin z rodziny astrowatych (Asteraceae).

## Rozmieszczenie geograficzne
Naturalny obszar występowania bylicy rocznej obejmuje południowo-wschodnią Europę i zachodnią Azję. Pod koniec XIX wieku została wraz z bawełną, zbożem i wełną zawleczona do Europy Zachodniej i Południowej. Później rozprzestrzeniła się na pozostałe rejony Europy, południową Rosję, Iran, Afganistan, Pakistan, Indie, południowe Chiny oraz  Kanadę i Stany Zjednoczone. Dalej rozprzestrzenia się po świecie i obecnie występuje także w Argentynie, Azji Południowej i Nowej Zelandii. Na terenie Polski najstarsze dane o jej występowaniu pochodzą z 1871 roku (Wielkopolska). Jest dość rzadka; występuje głównie w południowych regionach Polski, w niektórych miejscach tylko okazjonalnie, nieco częściej na Górnym Śląsku i Lubelszczyźnie. We florze Polski jest kenofitem, w niektórych regionach (np. w Lubelszczyźnie) ma status epekofita, a w niektórych efemerofita.

## Morfologia

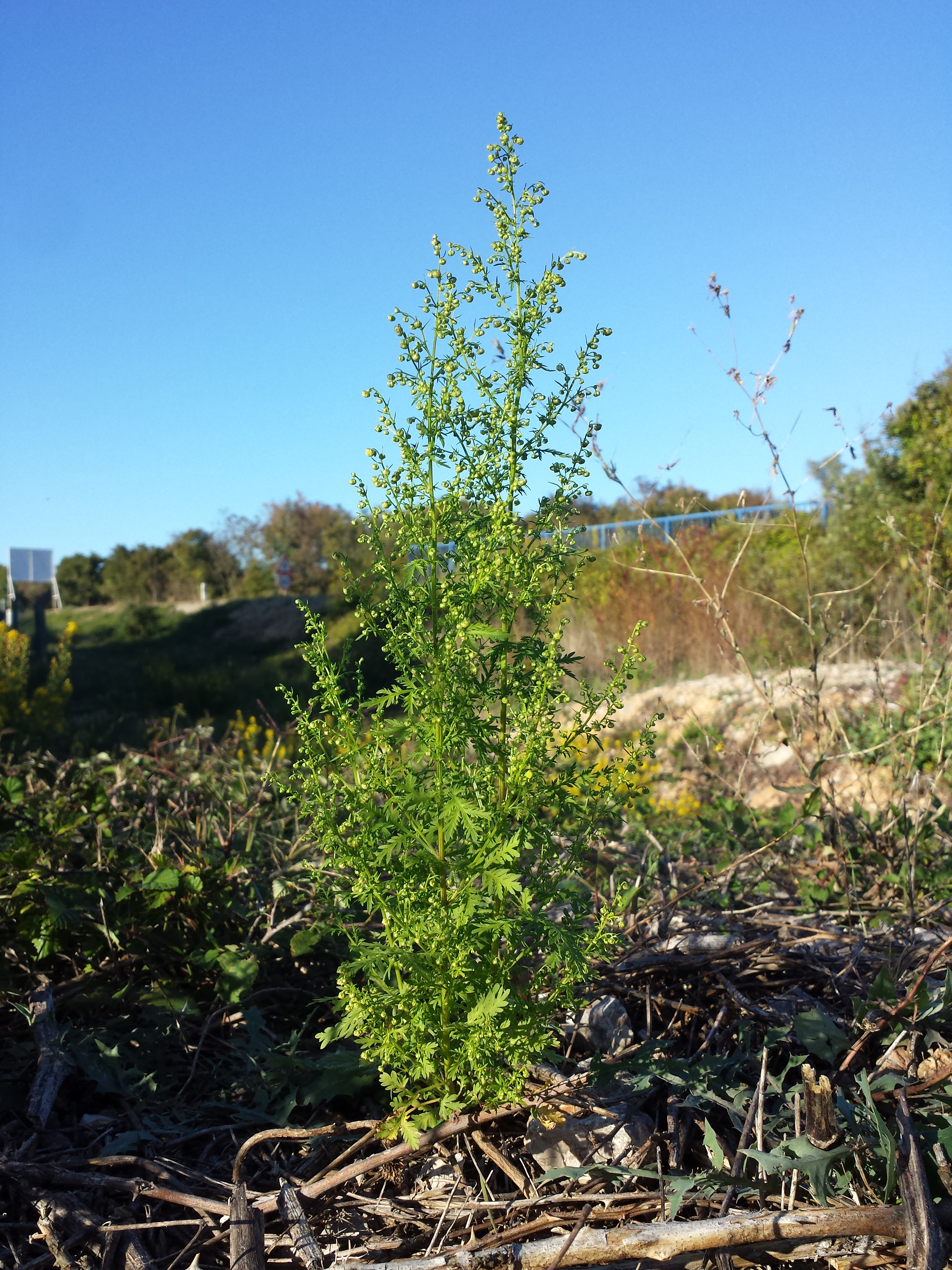
Pokrój

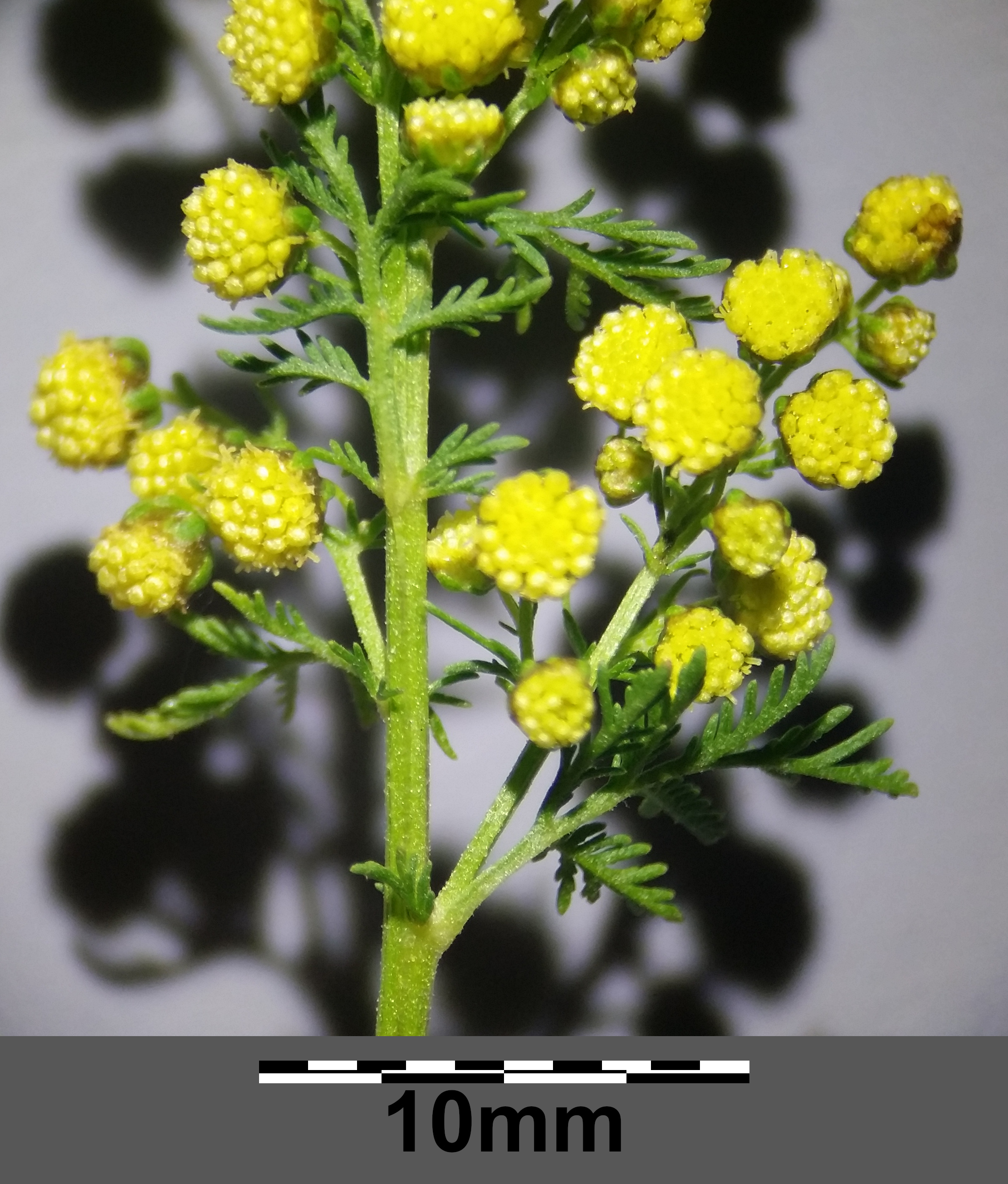
Kwiatostany

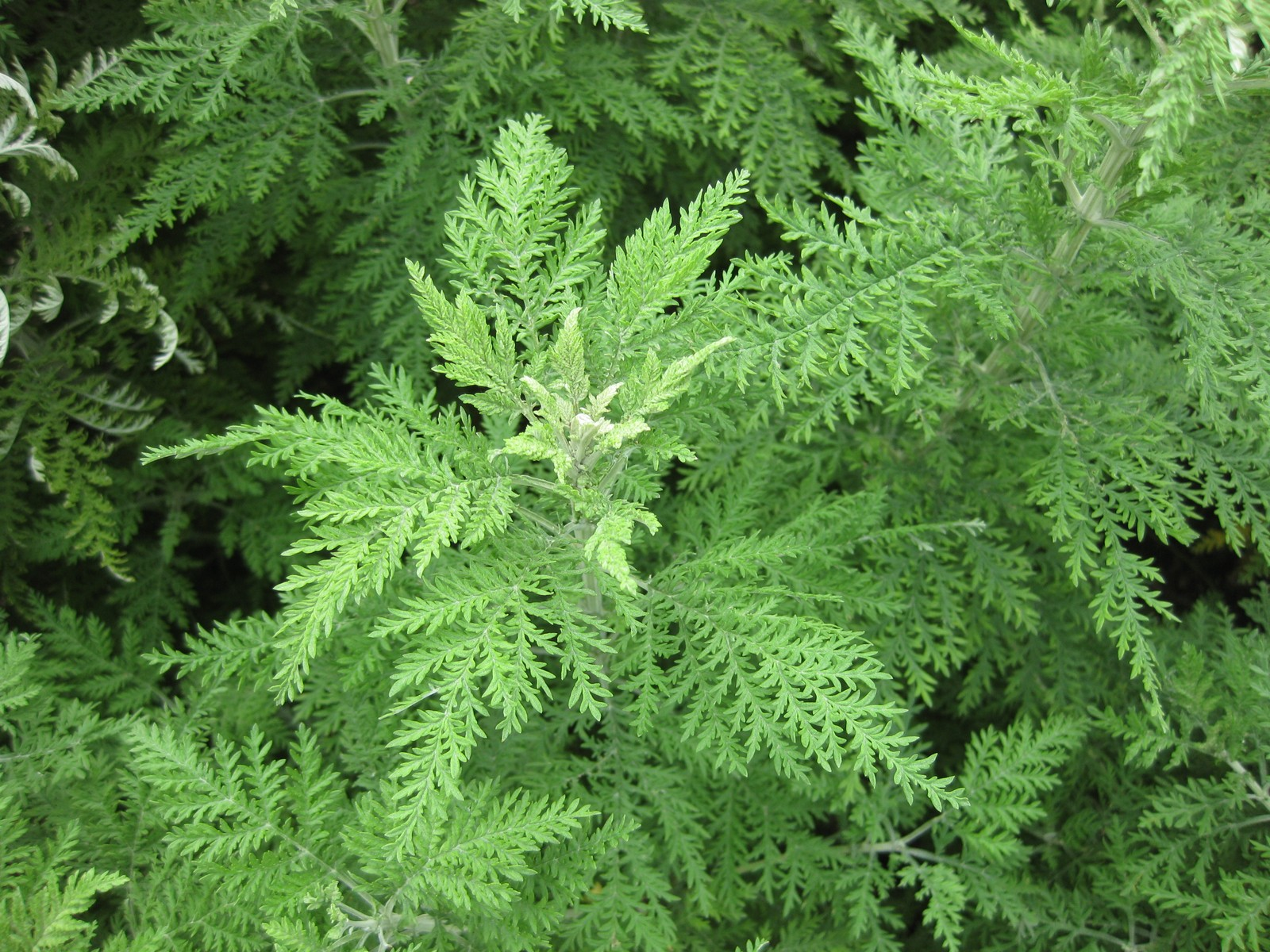
Liście

ŁodygaDorastająca do 30–200 (wyjątkowo do 300) cm wysokości.  Zazwyczaj jest jedna łodyga, wyprostowana, zielona, z wiekiem zmieniająca barwę na czerwonobrązową, naga lub słabo owłosiona.
LiścieUlistnienie skrętoległe. Liście z charakterystycznymi jamkami. Mają jasnozieloną barwę, 2–5 (wyjątkowo do 10) cm długości oraz 2–4 cm szerokości. Dolne są 3–krotnie pierzastosieczne i wyrastają na ogonkach, środkowe 2–krotnie pierzastosieczne, a górne lancetowate i siedzące.
KwiatyDrobne, zwisające koszyczki kwiatowe, na licznych odgałęzieniach zebrane w groniasty kwiatostan. U podstawy każdego koszyczka znajduje się 6 ciemnozielonych podsadek. Koszyczki krótkoszypułkowe, kulistojajowate, o średnicy około 1–2 mm. U. Dno koszyczka nagie. Listki okrywy w dwóch warstwach; w warstwie zewnętrznej są krótkie i równowąskie, w wewnętrznej dłuższe, jajowate o błoniastych brzegach. W koszyczku występują wyłącznie kwiaty rurkowate. Na brzegach koszyczka są to niemal nitkowate 2–3 ząbkowe kwiaty żeńskie o  ogruczolonej koronie. W środku koszyczka znajdują się 5–ząbkowe kwiaty obupłciowe o nagiej koronie. Wewnątrz kwiatów słupek z owłosionym w górnej części znamieniem i 5 pręcików z zaostrzonymi na szczycie pylnikami.
OwocDługa, odwrotnie jajowata i nieco spłaszczona niełupka o długości do 0,8 mm.
Gatunki podobneOd bylicy dwuletniej Artemisia biennis różni się podwójnie lub potrójnie pierzastymi liśćmi oraz bardziej rozpierzchłymi kwiatostanami.

### Biologia i ekologia
RozwójRoślina jednoroczna. Kwitnie od czerwca do lipca. Kwiaty są przedprątne, bez miodników, zapylane przez błonkówki. Nasiona rozsiewane przez wiatr (anemochoria). Kwiaty są bezwonne, chociaż liście wydzielają słodki aromat.
SiedliskoRoślina ruderalna. Rośnie na poboczach dróg, terenach kolejowych, rumowiskach, nieużytkach.
GenetykaLiczba chromosomów 2n = 18.

## Zastosowanie
Jej ziele wykazuje właściwości bakteriobójcze. W niektórych regionach świata, zwłaszcza w południowo-wschodniej i środkowej Azji jest używane w lecznictwie. Zawiera substancje, które są pomocne w leczeniu malarii. Z korzenia dawniej otrzymywano  żółty barwnik. W Polsce bywa uprawiana.